# Polonosuchus
Polonosuchus es un género extinto de rauisuquio conocido de finales del período Triásico (etapa del Carniense) de Polonia. Era un gran depredador de entre 5 a 6 metros de longitud, y como todos los rauisuquios, estaba equipado con una gran cabeza que albergaba dientes largos y afilados. Sus patas se situaban casi por debajo del cuerpo, a diferencia de los reptiles modernos. Su apariencia general era muy similar a la del mejor conocido Postosuchus de Norteamérica, y compartía con este el nicho ecológico de superdepredador.

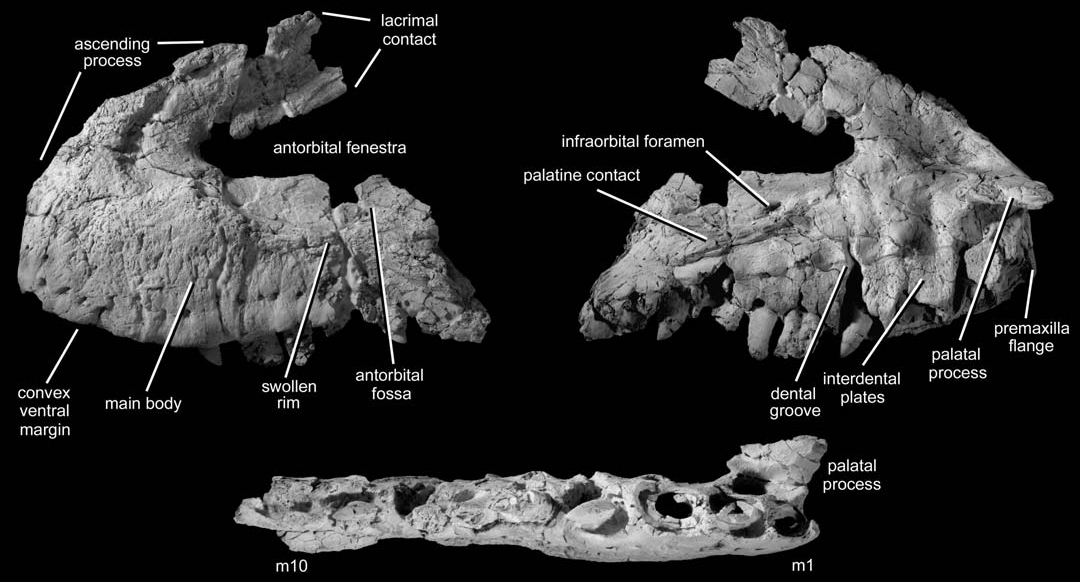
Maxilar izquierdo.

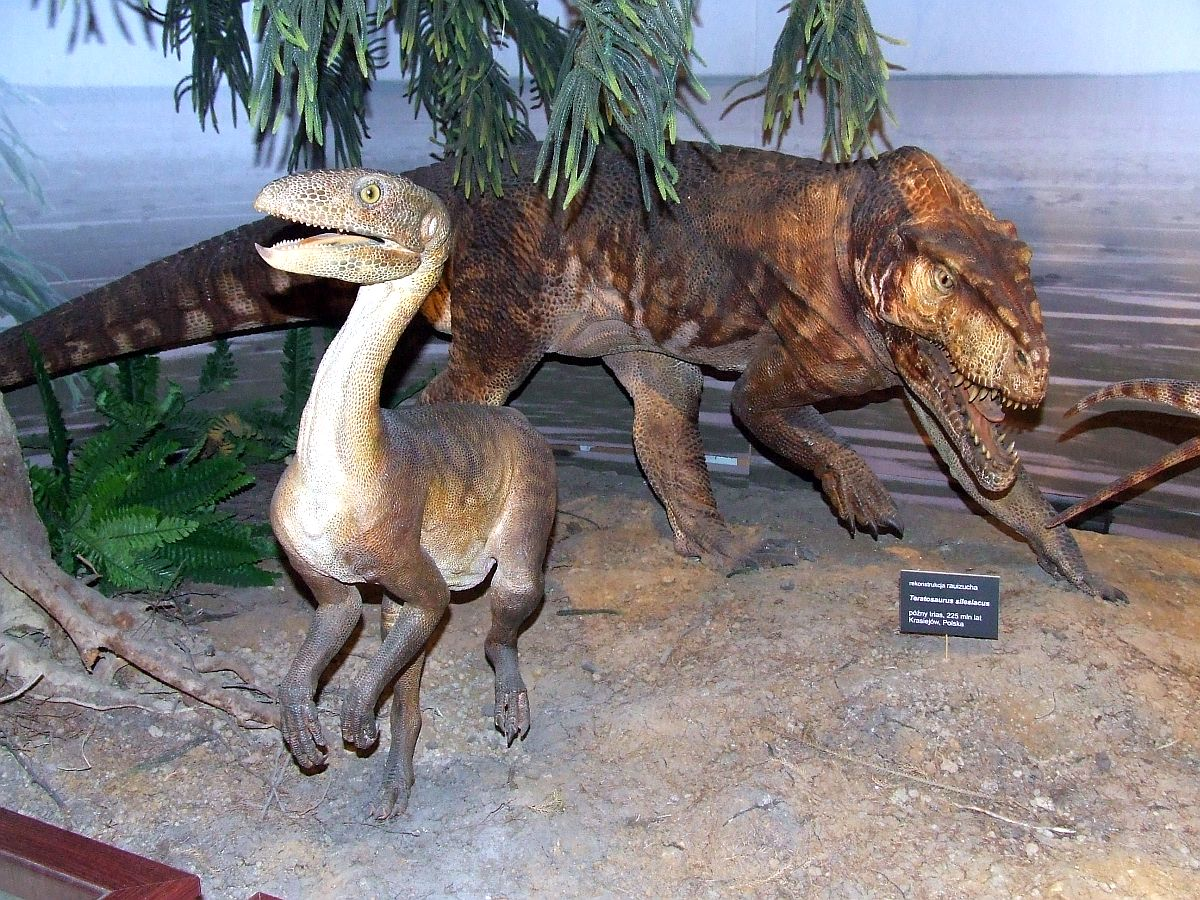
Modelos de Silesaurus opolensis y Polonosuchus silesiacus en Polonia.

Este género originalmente fue descrito como una especie de Teratosaurus silesiacus en 2005 por Tomasz Sulej, y fue transferido al nuevo género Polonosuchus por Brusatte et al. en 2009.